# 一社車站
一社車站（日语：／ Issha eki */?）是位於愛知縣名古屋市名東區一社二丁目，為名古屋市營地下鐵東山線車站之一。車站編號為H19。東山線則由本站之東側轉往地上，到終點站之藤之丘車站為高架路線。

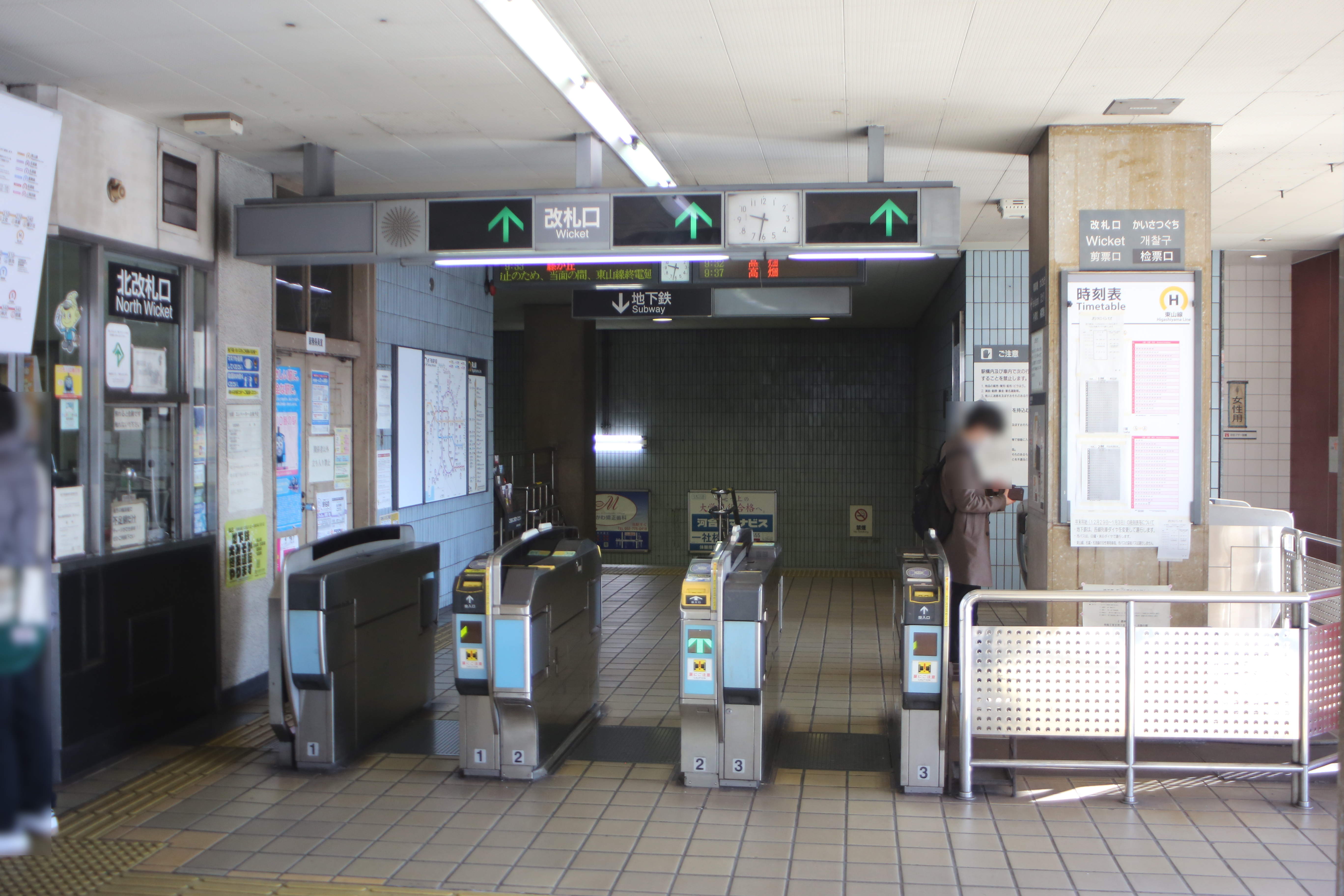
北檢票口（2022年12月）

## 車站結構

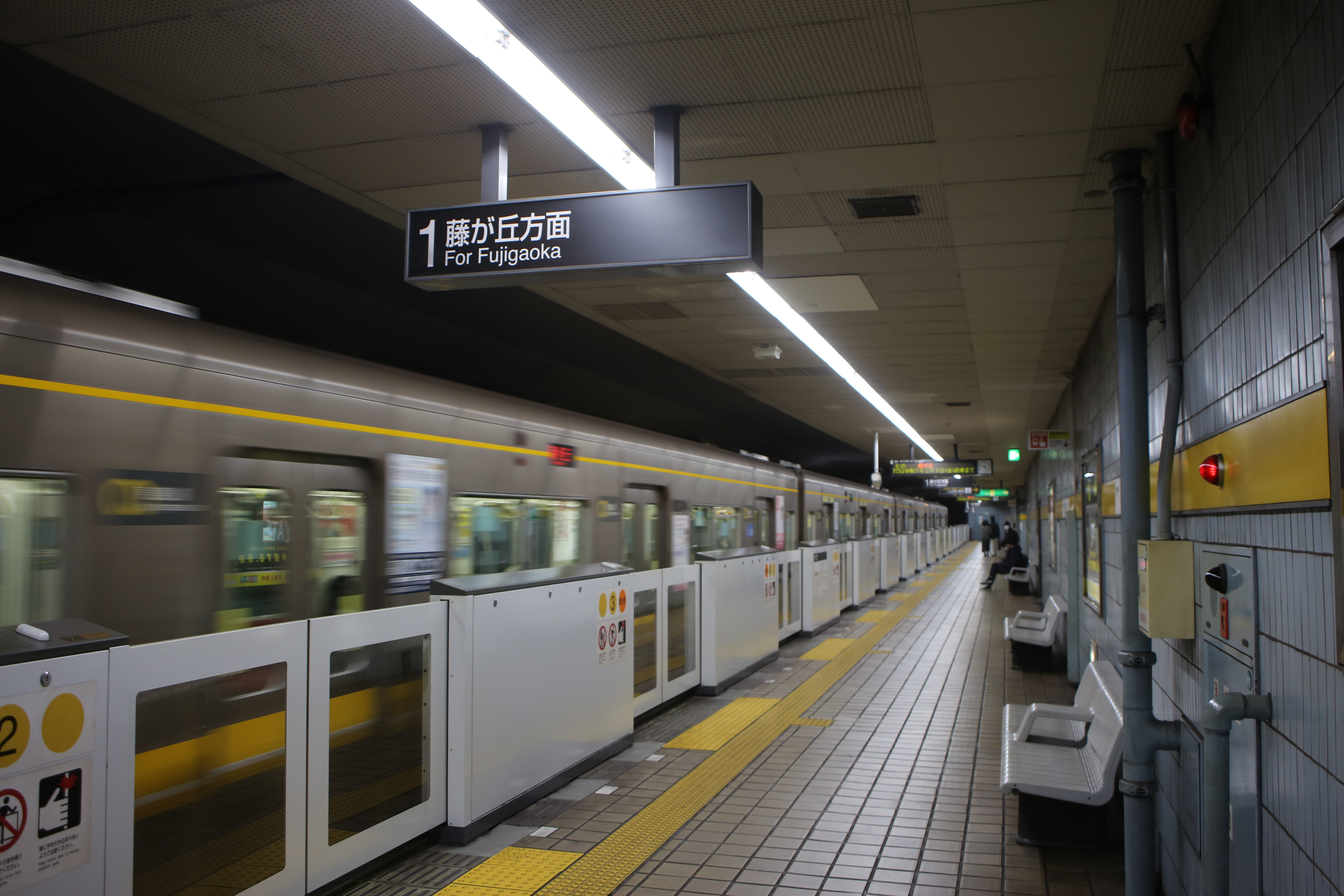
1號月台（2022年12月）

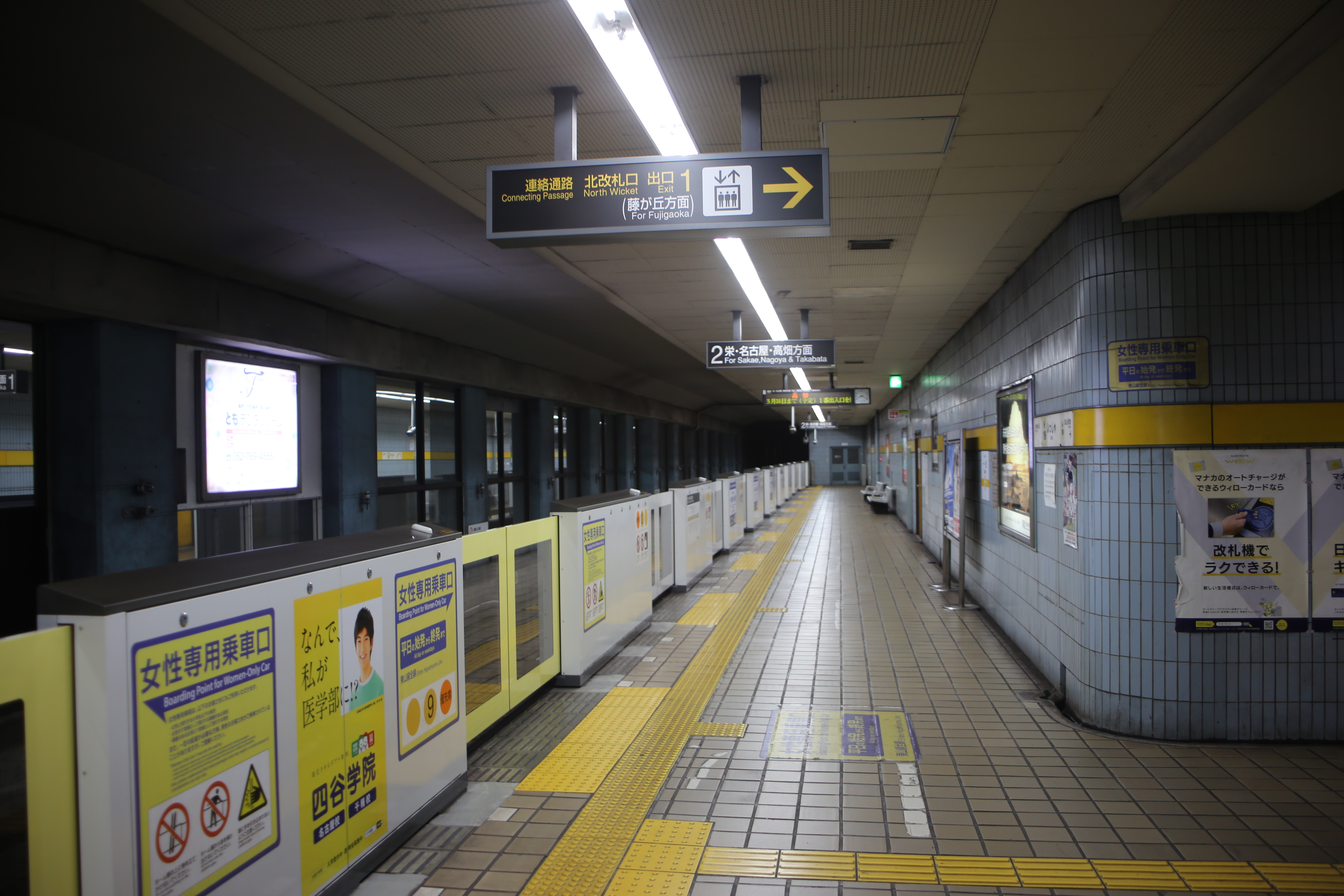
2號月台（2022年12月）

為2面2線側式月台之地下車站。

### 月台配置
| 月台 | 路線   | 目的地               |
| ---- | ------ | -------------------- |
| 1    | 東山線 | 藤丘方向             |
| 2    | 東山線 | 榮、名古屋、高畑方向 |

## 相鄰車站
名古屋市營地下鐵
 東山線
星丘（H18）－一社（H19）－上社（H20）

## 外部連結
- 一社 - 名古屋市交通局

35°10′06″N 136°59′45″E / 35.168280°N 136.995939°E